# Regurgitate
Regurgitate est un groupe suédois de goregrind et grindcore, originaire de Stockholm.  Formé en 1990, il comportait alors trois membres. Ils se font rapidement remarquer par la voix gutturale et vomitive du chanteur (voix d'ailleurs trafiquée par ordinateur). Le groupe se sépare temporairement, puis revient en 2000 avec un nouvel album, Carnivorous Erection, macabre et violent, qui marquera les annales du gore/grind. Le groupe se sépare de nouveau en 2009.

## Biographie
Le groupe est formé aux environs de 1990 par le chanteur Rikard Jansson et le batteur Mats (Crematory). Le groupe, inspiré par le death metal, est influencé par de nombreux films d'horreur des années 1970, en particulier les films du réalisateur Lucio Fulci. Après la sortie de plusieurs démos, split et EP jusqu'en 1994, le groupe publie son premier album studio intitulé Effortless Regurgitation of Bright Red Blood. Après cette sortie, les membres du groupe se concentrent sur leurs nombreux autres projets parallèles dans lesquels ils sont actifs comme, entre autres, Merciless, Entombed, Nasum, Unanimated et General Surgery.
En 1999, leur premier album est réédité. Entretemps, le groupe commence à travailler sur un deuxième album. Cette même année, après la sortie d'une promo, le groupe signe un contrat d'enregistrement avec le label américain Relapse Records. En 2000, le groupe y publie son deuxième album studio, Carnivorous Erection. En 2001, le groupe participe à l'album-tribute Requiems of Revulsion: A Tribute to Carcass publié par Bizarre Leprous Productions, qui est un hommage à Carcass. En 2002 sort leur troisième album studio, Hatefilled Vengeance, suivi en 2003, par un quatrième album, Deviant. Le groupe se sépare en 2009.

## Membres

### Derniers membres
- Rikard Jansson - chant
- Urban Skytt - guitare
- Johan Jansson - basse
- Jocke Pettersson - batterie

### Anciens membres
- Glenn Sykes - basse
- Peter Stjärnvind - batterie
- Johan Hanson - basse
- Mats Nordrup - guitare, batterie

## Discographie

### Albums studio
- 1994 : Effortless Regurgitation of Bright Red Blood
- 2000 : Carnivorous Erection
- 2002 : Hatefilled Vengeance
- 2003 : Deviant
- 2006 : Sickening Bliss

### Participations
- 1999 : Relapse Records Sampler Spring 1999
- 1999 : Contaminated: Relapse Records Sampler 1999
- 1999 : Contaminated 3.0
- 2001 : Requiems of Revulsion: A Tribute to Carcass
- 2001 : Obscene Extreme 2001
- 2001 : Contaminated 4.0
- 2002 : Polar Grinder
- 2002 : Goreland
- 2003 : Contaminated 5.0

### Compilations
- 1999 : Effortless Regurgitation... The Torture Sessions
- 2008 : Effortless Regurgitation of Bright Red Blood / Concrete Human Torture

### Démos et promos
- 1991 : Demo 91
- 1994 : Concrete Human Torture
- 1999 : Promo CD 1999

### Splits
- 1992 : split avec Vaginal Massaker
- 1993 : split avec Psychotic Noise
- 1994 : split avec Grudge
- 1994 : split avec Dead
- 1996 : split avec Intestinal Infection
- 2000 : split avec Filth
- 2001 : split avec Gore Beyond Necropsy
- 2001 : split avec Realized
- 2002 : split avec Cripple Bastards
- 2003 : Bonesplicer (split avec Entrails Massacre)
- 2003 : Corruptured (split avec Noisear)
- 2003 : Way Live (split avec Entrails Massacre et Suppository)
- 2003 : Bonesplicer/Baltic Thrash Corps (split avec Entrails Massacre)
- 2004 : split avec Suppository
- 2008 : split avec Skullhog
- 2009 : split avec Dead Infection